# Helge Larsen (arkæolog)
 For alternative betydninger, se Helge Larsen. (Se også artikler, som begynder med Helge Larsen)
Helge Eyvin Larsen (født 25. februar 1905 i København, død 14. februar 1984) var en dansk geograf, arkæolog, museumsinspektør og dr.scient..

## Karriere
Helge Larsen tilhørte den yngre gruppe af forskere af eskimokulturens oprindelse, der var startet med Hans Peder Steensby, Gudmund Hatt, Kaj Birket-Smith og Therkel Mathiassen. Under denne den ældre generation af eskimokulturen havde tilgangen fortrinsvis været etnografisk: man tænkte stort set ikke i flere arkæologiske kulturer af uens alder men forestillede sig, at eskimokulturen udgjorde et kontinuert hele, hvori der var tilkommet nyere træk; man talte i den forbindelse om palæoeskimoer og neoeskimoer.
Det var blandt andet Helge Larsens fortjeneste, at dette billede blev brudt og afløst af en inddeling i flere arkæologiske kulturer af uens alder. Det skete i forbindelse med arkæologiske udgravninger, der uomtvisteligt afslørede dels flere lag af uens tidsmæssig alder, dels med uens indhold. Helge Larsens særlige indsats kan karakteriseres gennem ekspeditionen til Sukkertoppen i 1930, ved arbejderne fra Østgrønland, hvor han deltog i treårsekspeditionen til Christian X's Land 1931-1932, i Coutauld-ekspeditionen til Østgrønland i 1935 og i Lauge Kochs Østgrønlands-ekspedition 1937. Fra 1939 til 1950 foretog Helge Larsen arkæologiske forskningsrejser til Alaska, et 12-årigt samarbejde med Alaskas Universitet i Fairbanks repræsenteret ved dr. Fr. Rainey. I 1939 kendte man i Alaska kun den af Therkel Mathiassen opdagede og beskrevne Thule-kultur. Det lykkedes Helge Larsen ved Point Hope at finde en kultur, der var ældre end den neoeskimoske og stærkt indlandspræget (Ipiutaq), det vil sige, at den blev af ham i første omgang identificeret med Steensbys og Birket-Smiths palæo-eskimoiske kultur.
Efter oprettelsen af Arktisk Institut i 1954 blev Helge Larsen den daglige leder af dette.
Helge Larsen var medlem af Geografisk Selskabs råd gennem mere end 30 år, og han modtog i 1955 af selskabet Hans Egede medaljen for fremragende forskning inden for polarlandene. Han var redaktør af Meddelelser om Grønland fra 1959 til 1975. Siden 1976 repræsenterede han Nationalmuseet i Knud Rasmussen Fondet. Helge Larsen blev overinspektør ved Nationalmuseet og leder af Etnografisk Samling efter Kaj Birket-Smith.

## Hæder
- Ridder af Dannebrog (1955), Ridder af 1. grad af Dannebrog (1975)
- Fortjenstmedaljen i sølv med spænde (1935)
- Æresdoktor ved University of Alaska (1950)
- Loubat-prisen af Kungliga Vitterhets Historie och Antikvitets Akademien i Stockholm (1953)
- Det Kongelige Danske Geografiske Selskabs Hans Egede Medaille (1955)
- Medlem af National Academy of Sciences, USA (1978)
- Æresmedlem af Alaska Anthropological Association (1978)
- Det grønlandske selskabs Rink-medalje (1980)

## Forfatterskab
- Helge Larsen: "Dødemandsbugten. An Eskimo settlement on Clavering Island" i Meddelelser om Grønland 102(1); København 1934
- Helge Larsen,: "Archaeological Investigations in Knud Rasmussen Land" i Meddelelser om Grønland 119 (8); København 1938
- Helge Larsen and Jørgen Meldgaard: "Paleo-Eskimo Cultures in Disko Bugt, West Greenland" i Meddelelser om Grønland, 161(2); København 1958

### På internettet
- Helge Larsen og Froelich Rainey: "Ipiutak and The Arctic Whale Hunting Culture" Arkiveret 15. juli 2007 hos  Wayback Machine i Anthropological Papers of The American Museum of Natural History, volume 42; New York 1948 (engelsk)
- Helge Larsen: "De dansk-amerikanske Alaska-ekspeditioner 1949-50" i Geografisk Tidsskrift, Bind 51; 1951; s. 63-93
- Helge Larsen: "Arktisk Institut" i Tidsskriftet Grønland 1955, nr. 1.; s. 10-14)
- Helge Larsen: "Eskimokulturen I" i Tidsskriftet Grønland 1960, nr. 4.; s. 121-127)]
- Helge Larsen: "Eskimokulturen II. Sødyrfangst" i Tidsskriftet Grønland 1960, nr. 5.; s. 161-168)]
- Helge Larsen: "Eskimokulturen III. Landjagt og fiskeri" i Tidsskriftet Grønland 1960, nr. 6.; s. 201-208
- Helge Larsen: "Eskimokulturen IV. Boligen" i Tidsskriftet Grønland 1960, nr. 7.; s. 273-280
- Helge Larsen: "Eskimokulturen V. Det eskimoiske samfund og den åndelige kultur" i Tidsskriftet Grønland 1960, nr. 8.; s. 312-319
- Helge Larsen: "Eskimokulturen VI. Eskimokulturens oprindelse, udvikling og fremtid" i Tidsskriftet Grønland 1960, nr. 9.; s. 321-328
- Helge Larsen: "Rink-Medaljen" i Tidsskriftet Grønland 1961, nr. 4.; s. 147-148

## Nekrolog
- N. Kingo Jacobsen: "HELGE LARSEN 25-2 1905 - 14-2 1984" (Webside ikke længere tilgængelig) (Geografisk Tidsskrift, Bind 84; 1984; s. III)